# Fidel Antonio Roig
Fidel Antonio Roig (1922 - 2008) fue un ingeniero agrónomo y botánico argentino. Fue profesor en la Facultad de Ciencias Agrarias de la Universidad Nacional de Cuyo.
Últimamente desarrolló sus actividades científicas para el gobierno de la provincia de Mendoza en el Instituto Argentino de Investigaciones de las Zonas Áridas.
Era hermano mellizo del destacado filósofo Arturo Roig.

## Algunas publicaciones
- 2001. Flora medicinal mendocina: Las plantas medicinales y aromáticas de la provincia de Mendoza (Argentina): aborígenes, exóticas espontáneas o naturalizadas y cultivadas. Serie "Manuales" 33. Editor EDIUNC, 303 pp. ISBN 950390143X

- 2000. Dendrocronología en América Latina. Serie "Manuales" 29. Edición ilustrada de EDIUNC, 2434 pp. ISBN 9503901227

- 1999. Guanacache: Fidel Roig Matóns, pintor del desierto. Serie Arte 1. Con Marta Gómez de Rodríguez Britos, Fidel Roig Matóns. Editor EDIUNC, 135 pp. ISBN 9503901146

- 1989. Detección y control de la desertificación: Conferencias, trabajos y resultados del curso latinoamericano; Mendoza, Argentina, 1- 25 de octubre de 1987. Editor United Nations Environment Programme, 364 pp.

- 1988. La vegetación de la Patagonia. Editor INTA, 119 pp.

- 1985. Transecta botánica de la Patagonia austral: análisis geobotánico ... Con Osvaldo Boelcke, Ana Maria Faggi de Lenz. 189 pp.

- 1981. Flora de la Reserva Ecológica de Ñacuñán. Cuaderno técnico 3-80. Editor	IADIZA, 176 pp.

- 1975. Flora popular mendocina: Aportes al inventario de los recursos naturales renovables de la provoncia de Mendoza. Con Adrián Ruiz Leal, José A. Ambrosetti. Editor Consejo Nacional de Investigaciones Científicas y Técnicas, 299 pp.

## Honores
- "Premio Fidel A. Roig" [2]

- Doctor honoris causa post morten por la Universidad Nacional de La Plata[3]
- La abreviatura «F.A.Roig» se emplea para indicar a Fidel Antonio Roig como autoridad en la descripción y clasificación científica de los vegetales.[4]